# Özalp (district)
Özalp is een Turks district in de provincie Van en telt 72.343 inwoners (2007). Het district heeft een oppervlakte van 1558,3 km². Hoofdplaats is Özalp.
De bevolkingsontwikkeling van het district is weergegeven in onderstaande tabel.
| 1997   | 2000   | 2007   |
| ------ | ------ | ------ |
| 54.143 | 59.892 | 72.343 |